# RY Scuti
RY Scuti (RY Sct) es un sistema estelar de magnitud aparente +9,14.
Se localiza en la constelación de Scutum 2º al norte de γ Scuti.
Se encuentra a 1800 ± 100 pársecs (unos 5900 años luz) del sistema solar.

## Características del sistema
RY Scuti es un sistema binario masivo que está en una rara etapa evolutiva.
Rodeado por una joven nebulosa circunestelar, es un raro progenitor de una binaria del tipo WR + OB; se piensa que en un futuro dará lugar a un sistema semejante a γ2 Velorum.
La estrella secundaria —considerando como tal la menos masiva— es una caliente supergigante azul de tipo espectral O9.7Ibpe.
Tiene una temperatura efectiva de 38.000 K y es 233.000 veces más luminosa que el Sol.
Su masa es unas 7 veces mayor que la masa solar y tiene un radio 18 veces más grande que el del Sol.
La estrella primaria, de tipo B0.5I, tiene una temperatura de 30.000 K y su luminosidad es 167.000 veces superior a la luminosidad solar.
Es unas 30 veces más masiva que el Sol y su radio es 9,7 veces más grande que el radio solar.
Esta componente masiva se halla rodeada por un grueso disco de acreción, orientado según el plano orbital del sistema, que oscurece la luz que emite.
La nebulosa que rodea el sistema tiene una temperatura entre 9.000 y 10.000 K, estimándose su masa en 0,003 masas solares.
Su ritmo de expansión en el extremo suroeste es el doble que en el extremo noreste.
Parece que ha sido eyectada recientemente —hace unos 120 años— durante un estallido de la estrella.

## Parámetros orbitales
El período orbital del sistema es de 11,125 días y el semieje mayor de la órbita es de 35 radios solares (0,16 UA).
La órbita probablemente es circular y está inclinada 82,5º respecto al plano del cielo.
Ello hace que sea una binaria eclipsante, observándose una disminución de brillo de 0,60 magnitudes en el eclipse principal y una decrecimiento de 0,44 magnitudes en el secundario.
El radio de la componente más masiva es significativamente menor que el radio de su lóbulo de Roche, por lo que no es una binaria de contacto.
Sin embargo, existe una transferencia de masa intensa desde la estrella secundaria hacia la primaria, dando lugar a la formación del disco circunestelar que rodea a esta última.